# Dějiny Kosova
Území Kosova se ve starověku nacházelo na rozhraní tří indoevropských skupin: Illyrů, Thráků a Řeků. Území se dostalo pod vliv Makedonského království a od 1. století n. l. bylo začleněno do Římské říše, jako součást provincií Macedonia a Moesia. Část obyvatelstva se romanizovala (pozdější Rumuni). Po rozpadu Římské říše toto území náleželo k východořímské provincii Dacie.

## Středověk

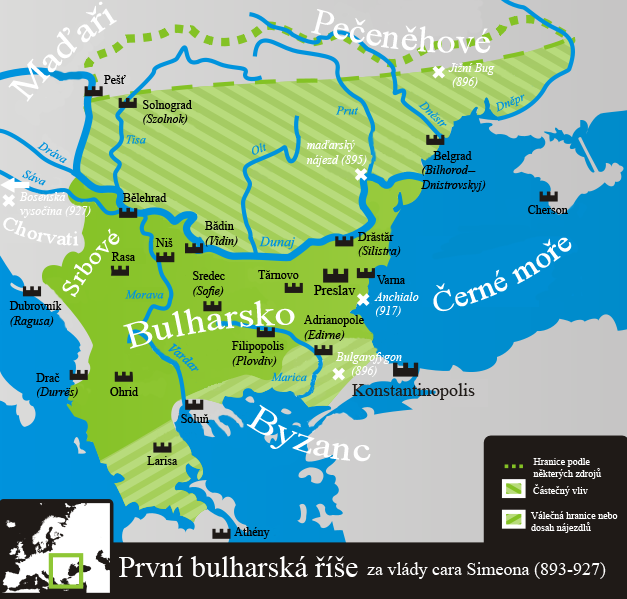
Kosovo pod bulharskou nadvládou, 10. století

V 6.–7. století přišli do této oblasti Slované, pozdější Srbové, kteří se stali dominujícím etnikem a vytlačili původní obyvatele a tato oblast se stala základnou jejich nájezdů na Byzantskou říši i budování jejich vlastního státu (viz Srbsko#Středověk).
28. června (15. června dle Juliánského kalendáře) 1389 se zde odehrála jedna z nejvýznamnějších bitev Srbů proti osmanským Turkům, bitva na Kosově poli. Tato krvavá bitva skončila nepříliš výrazným vítězstvím Turků. Osmanský sultán Murad I. byl zavražděn před bitvou ve svém táboře srbským vojákem. Srbský kníže Lazar byl v odvetu po bitvě popraven. V Lazarově armádě bojovali jako spojenci i Albánci – tehdy ještě křesťané. Mezi najatými vojáky byly i české oddíly. Bitva měla tragické následky pro Srby, protože zlikvidovala výkvět srbské šlechty, která mohla klást odpor postupujícím Osmanům. Pod nadvládu Turecké říše se tak postupně dostala srbská knížectví i celé Bulharsko, definitivně však až v roce 1459.
V oblasti vznikalo od 11. století mnoho klášterů. Kosovo a sousední Metochii považují Srbové za svůj Jeruzalém. Z kosovského města Prizren ovládal král Dušan Veliký (vrstevník českého krále Karla IV.) velkou část Balkánu a aspiroval na byzantského císaře.

## Osmanská nadvláda

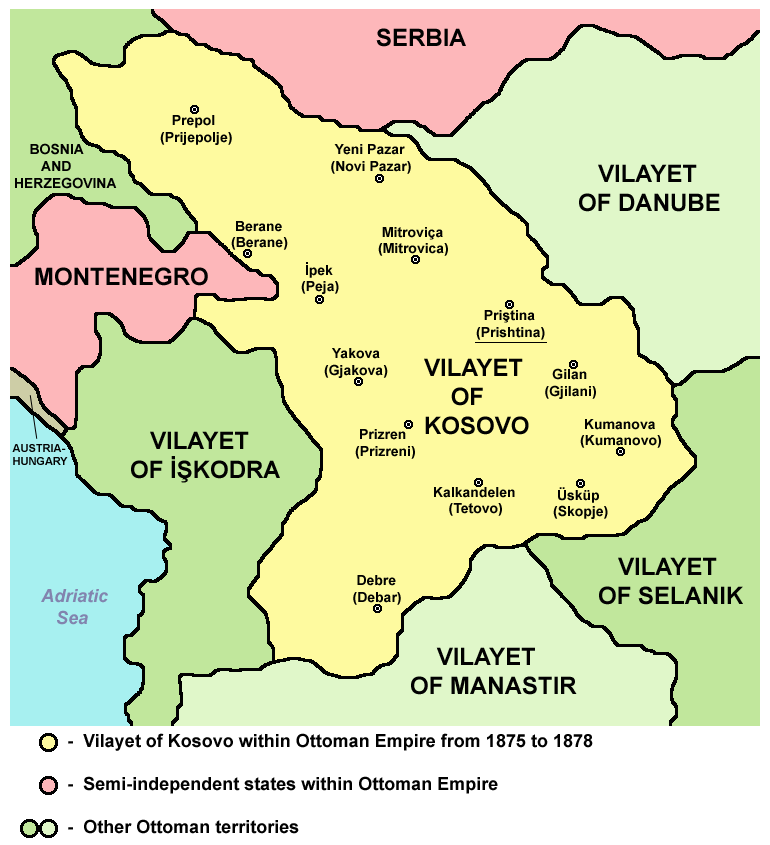
Vilájet Kosovo

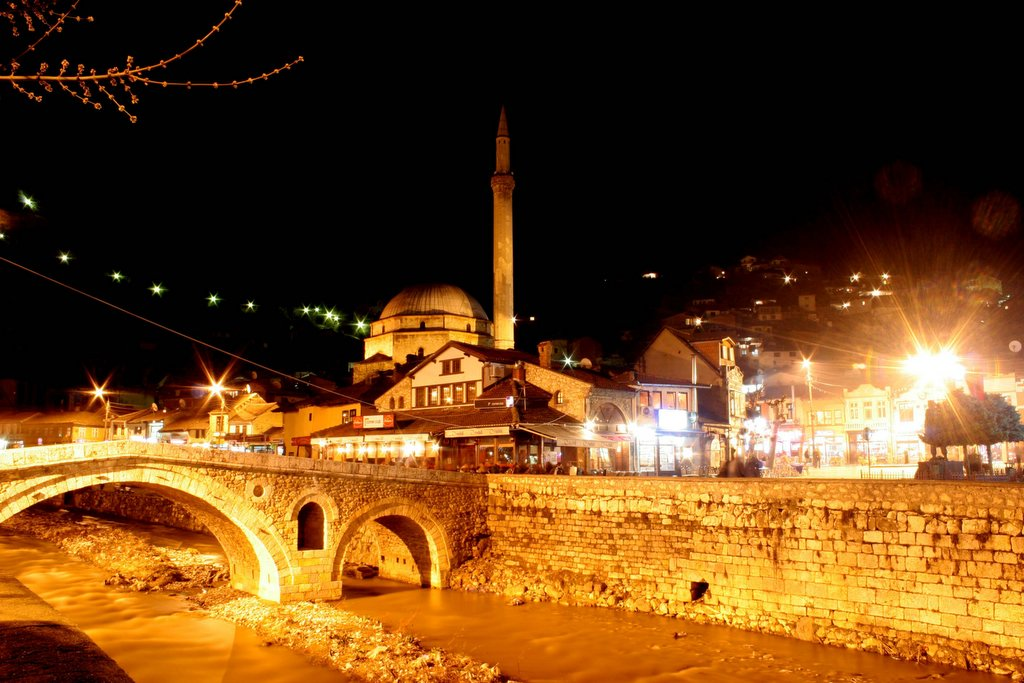
Město Prizren v noci

Mezi roky 1459 a 1912 bylo dnešní Kosovo částí Osmanské říše. Území Kosova bylo rozděleno na Prizrenský a Vučitrnský sandžak a později vznikl Kosovský vilájet, v první době se sídlem v Prizrenu a později ve Skopje.
Během nadvlády Osmanské říše nad Balkánskými národy, trvající několik staletí, Albánci (podobně jako část Srbů a Chorvatů v Bosně – dnešní Bosňáci) převzali v převážném množství tehdejší státní víru – islám. Muslimové v oblasti měli výhodu, protože se vyhnuli perzekucím a odvodům daní. Pro Albánce bylo přijmout islám snadnější, protože v nich křesťanství nezapustilo silné kořeny; rovněž neměli tradici vlastního stabilního státu. Islamizovaní Albánci se však začali prosazovat i ve vysokých pozicích v politickém dění. Například egyptský paša Muhammad Alí, vládnoucí v letech 1805–1848, byl Albánec a jím založená dynastie vládla v Egyptě až do roku 1952.
Srbové se často proti osmanské nadvládě bouřili, avšak jejich povstání bývala zpravidla krvavě potlačena. Po takových povstáních Srbové v několika vlnách začali po roce 1690 kolektivně prchat na sever, do Habsburské monarchie do oblasti dnešní Vojvodiny (1. a 2. velké stěhování Srbů), a na vylidněných územích se usazovali příslušníci ostatních národů Osmanské říše (např. Egypťané).

## 1. polovina 20. století

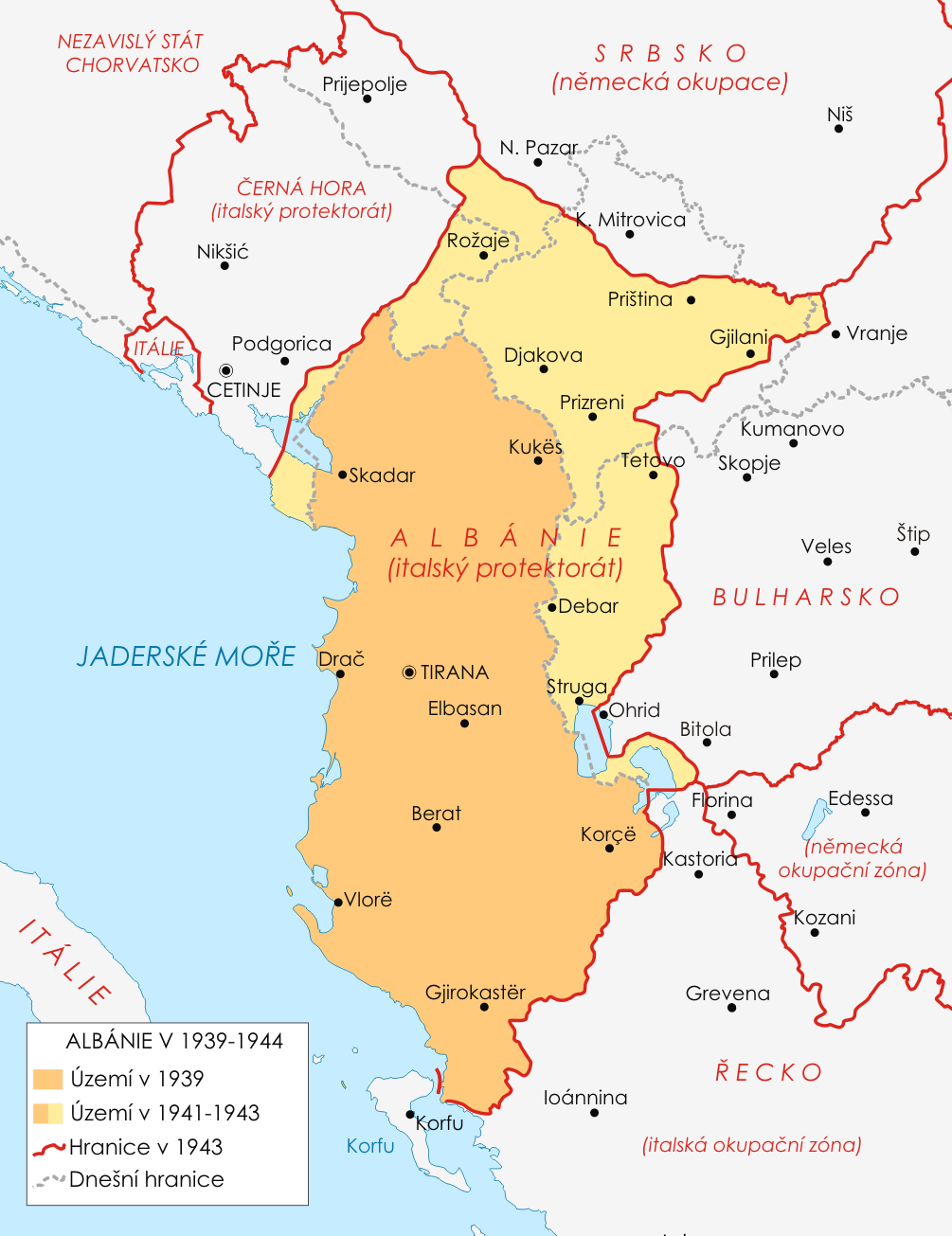
Fašistickou Itálií ovládané Albánské království v hranicích z roku 1941 před připojením části Řecka

Území dnešního Kosova bylo až do 1. balkánské války (1912–1913), jako jedna z posledních oblastí na Balkáně součástí Osmanské říše. Albánci v podstatě neměli důvod se bouřit, proti turecké nadvládě povstali až o století později, než ostatní národy. Srbové se Kosova zmocnili a Kosovo a část Metochie se stalo součástí Srbska. Velká část Metochie však byla krátkou dobu do první světové války součástí Černé Hory. V roce 1913 se Albánci pokusili vyhlásit národní stát, nicméně Kosovo neobhájili a tento stav potvrdily i vítězné mocnosti po konci první světové války.
Brzy poté, v roce 1914, vypukla první světová válka, v průběhu které se dočasně poražené srbské vojsko a část obyvatelstva stahovalo přes Kosovo a Metochii a Albánii do Řecka. V té době měly oficiálně Srbsko a Albánie dobré, až spojenecké vztahy, což ale v terénu nefungovalo. Docházelo ke vzpouře albánského obyvatelstva proti srbské moci.
Po konci první světové války v roce 1918 se Kosovo a Metochie staly součástí nově vzniklého království – ze začátku unitárního království Srbů, Chorvatů a Slovinců, později Království Jugoslávie, a to Zetské bánoviny ('Černohorská' bánovina) a Vardarské bánoviny ('Makedonská'). Střety jugoslávských ozbrojených složek a albánských ozbrojenců trvaly až do roku 1920, avšak ani poté nebyl v Kosovu klid. Postavení Albánců se v Kosovu stalo značně nepříjemným, nebylo tedy divu, že se, podobně jako Maďaři a Bulhaři v Jugoslávii, pokusili počátkem druhé světové války o revizi hranic.
V roce 1939 ovládla Albánii Itálie a začala tam vládnout formou personální unie, o dva roky později kapitulovala Jugoslávie a většinu Kosova zabrala Itálie, která ji připojila ke svému loutkovému státu – Albánskému království (spolu s částmi Černé Hory, Srbska, nynější Severní Makedonie a Řecka). V Kosovu začala etnická čistka, v jejímž průběhu bylo Albánci zničeno asi 10 000 srbských a černohorských domů, jejichž vlastníci byli buď zabiti, nebo donuceni k útěku zpět do zmenšeného Srbska, či Černé Hory. Cílem bylo odstranit srbský prvek kompletně. Za italské nadvlády bylo také v Kosovu otevřeno velké množství škol s albánským vyučujícím jazykem. Tento stav však netrval dlouho a skončil v roce 1944.

## 2. polovina 20. století

Socialistická autonomní oblast Kosovo, 1974–1990

3. září 1945 schválilo Lidové shromáždění Jugoslávie (Narodna skupština) ústavní zákon, na základě něhož se v rámci Lidové republiky Srbsko zřizuje autonomní oblast Kosovo a Metochie. Tento zákon byl schválen jen několik dní poté, co byl takto stanoven i status Vojvodiny.
Autonomní oblast se původně jmenovala Autonomní Kosovsko-Metochijská oblast (Autonomna Kosovsko-Metohijska Oblast). Poté byla několikrát přejmenována: roku 1963 na Autonomní oblast Kosovo a Metochie (Autonomna Pokrajina Kosovo i Metohija), roku 1974 na Socialistickou autonomní oblast Kosovo (Socijalistička Autonomna Pokrajina Kosovo) a v roce 1970 zpět na Autonomní oblast Kosovo a Metochie (Autonomna Pokrajina Kosovo i Metohija). Už od počátku byla autonomie značně omezená a ze strany Srbů docházelo k častým perzekucím albánského obyvatelstva. Na straně druhé však Titův komunistický režim bral v rámci kolektivizace půdu srbským sedlákům, které označil za kulaky, a tu pak přiděloval albánské chudině. Bylo zabráněno v návratu srbským kolonistům, kteří se v Kosovu usazovali během meziválečného období. Po válce přišlo do Kosova naopak nemálo ekonomických přistěhovalců z Albánie, kteří též dostávali půdu zabavenou srbským sedlákům. Využili dobrých jugoslávsko-albánských vztahů, v rámci nichž byl značně zmírněn režim na hranici s Albánií. Albánci byli ovšem i přesto komunisty považovaní za značně politicky nespolehlivé a jugoslávská státní správa vůči nim postupovala velmi tvrdě, především poté, co se vztahy mezi Jugoslávií a Albánií zhoršily. Dalším důvodem pro tento postoj byla také fakt, že na počátku roku 1945 došlo v Kosovu krátce po osvobození[zdroj?] k nepokojům a nově vznikající partyzánská moc musela vyhlásit v oblasti mimořádný stav.
Úřady ve snaze omezit převahu Albánců připojily v roce 1958 ke Kosovu území téměř ryze srbská, zatímco tři okresy na jihu Srbska s albánskou většinou zůstaly mimo kosovskou autonomii (okresy: Preševo – 90 % Albánců, Bujanovac – 65 % Albánců a Medveděv – 40 % Albánců). Tyto okresy pak v roce 1992 vyhlásily během bojkotovaných srbských voleb referendum za politicko-územní autonomii a právo na připojení ke Kosovu. Přes 97 % albánských obyvatel těchto okresů souhlasilo s připojením.[zdroj?]
Albánci postupně získali vyšší životní úroveň než v mateřské zemi, bohatší byl i jejich hospodářský a kulturní život. Měli svoje školy, univerzitu, rozhlas, později i televizi. Titův komunistický režim však tvrdě potlačoval nacionalismus, a to jak ze strany Albánců, tak ze strany Srbů. Na pronásledování nacionalistických Albánců se výraznou měrou podílel Titův blízký spolupracovník, ministr policie Aleksandar Ranković, který je doposud Srby považován za bojovníka za silný a integrální stát, kterého zničili chorvatští a slovinští federalisté. V roce 1966 byl Ranković na brionském plénu sesazen, což znamenalo převahu toho názorového proudu, který byl pro "slábnutí" centrální moci. To také znamenalo obrat v otázce Kosova.
V roce 1974 získalo Kosovo status prakticky rovnocenný k ostatním republikám a při obsazování postů přestaly být uplatňovány národnostní předpoklady.

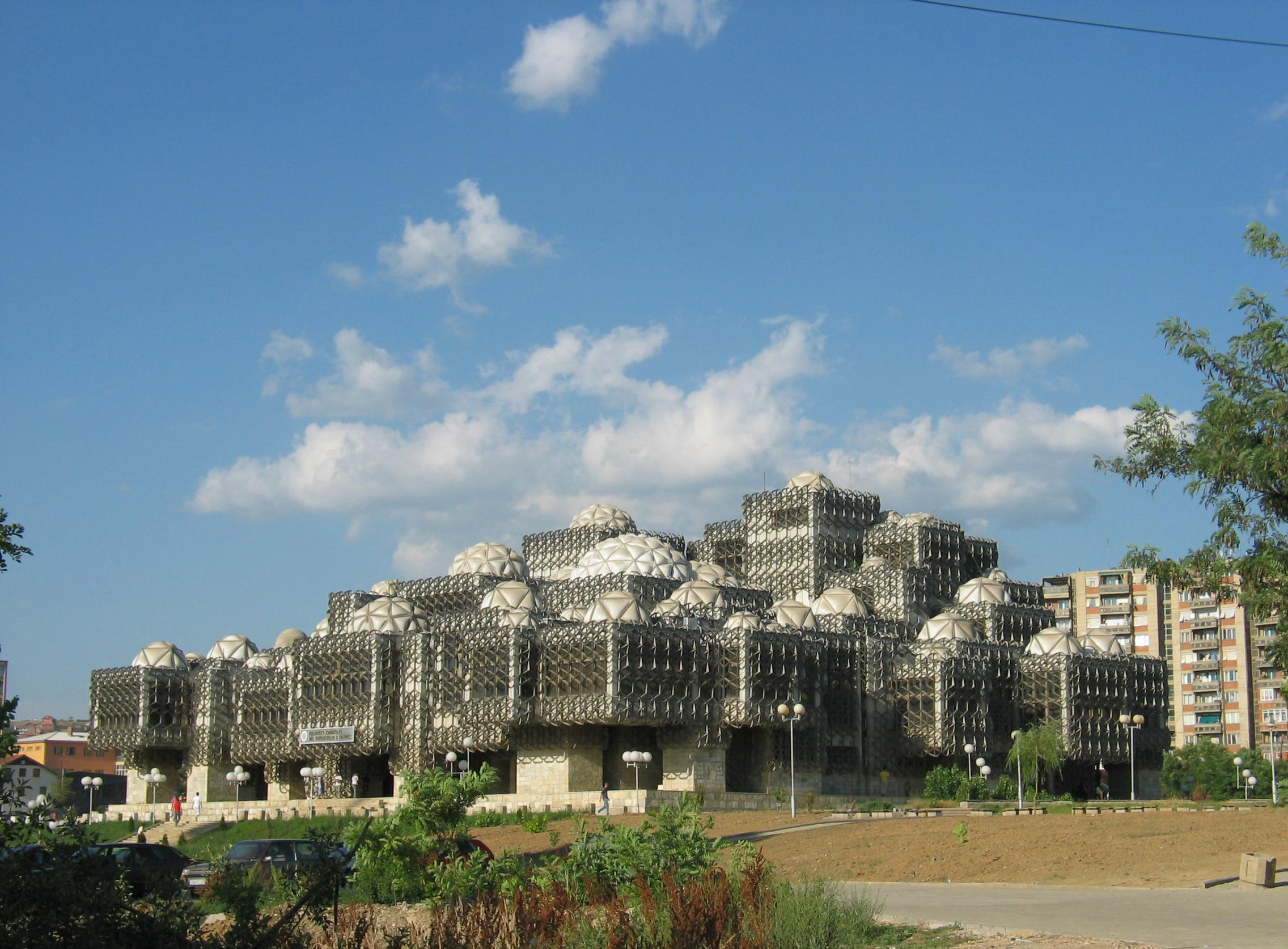
Národní knihovna v Prištině vybudována za dob Jugoslávie

Zvýšená míra autonomie však nepřinesla spokojenost ani jedné straně. Srbové v tom viděli oslabování jejich vlivu v rámci Jugoslávie a útlak od většinových Albánců, a Albánci se i nadále snažili o dosažení republikového postavení v rámci Jugoslávie. Početnější albánské obyvatelstvo však bylo v tomto směru iniciativnější. Z toho důvodu se konaly i mohutné demonstrace: první v roce 1968 a druhá po Titově smrti v roce 1981. Všechny projevy odporu ze strany většinových Albánců i menšinových Srbů však byly bezpečnostním aparátem Jugoslávie potlačeny. Navíc albánská populace zažila v Albánii i v Kosovu na evropské poměry nebývalý vzrůst (3–4 %). Počet Albánců se v letech 1948–1991 v Kosovu ztrojnásobil[zdroj?] a mnozí Srbové a Černohorci se začali cítit izolovaně poté, co mnoho vesnic bylo tvořeno Albánci a Slované zůstávali jen v počtu několika málo rodin. Ekonomická situace Kosova byla stále zoufalejší; jugoslávský tisk plnily zprávy o "speciálních opatřeních" pro rozvoj Kosova a neustálých jednáních celé řady odpovědných organizací, nevedly však ale k výsledku. Srbové tak Kosovo houfně opouštěli, neboť nebyli v oblasti schopni najít vhodnou práci (již od poloviny 60. let se stala Jugoslávie jednou z mála socialistických zemí, kterou trápila nezaměstnanost). To ještě více nahrávalo homogenizaci Kosova jako čistě albánské oblasti. Růst albánské populace spolu s neustále pokračující krizí měl za následek, že albánské rodiny s velkým počtem dětí se ocitly v chudobě, byl nedostatek bydlení. Proti Srbům začaly být podnikány ze strany Albánců první násilné činy, docházelo k vraždám Srbů, vypalování jejich domů. Bezpečnostní aparát byl k těmto projevům násilí bezmocný, o této činnosti bylo zakázáno mluvit ve sdělovacích prostředcích, aby to nenarušilo politiku "posilování Bratrství a jednoty mezi národy a národnostmi".[zdroj?]
Tyto procesy vedly v roce 1986 k přijetí kontroverzního zákona, který Albáncům znemožňoval kupovat nemovitosti od Srbů a Černohorců. O rok později byl tento kurz zpracován v tzv. Jugoslávském programu opatření a aktivit k zastavení vysídlování slovanské populace z Kosova. Byly vyčleněny finance z tzv. "Fondu nerozvinutých" (původně určenému k hospodářské pomoci Kosovu, Makedonii, Černé Hoře a Bosně) k tomu, aby byli Srbové zvýhodňováni při přidělování pracovních míst a bytů a také ve mzdách. Tato opatření vyvolala značnou nevoli mezi Albánci. V té době však násilné činy Albánců proti Srbům dosahovaly takových rozměrů, že se stále více Srbů začalo stěhovat mimo kosovské území. V oblasti začala panovat anarchie, jugoslávská policie se bála zasahovat proti demonstracím Albánců, zasahovala pouze při demonstracích Srbů.[zdroj?]
O rok později se začal po úspěších třináctého sjezdu komunistů v srbské republikové odnoži této strany projevovat Slobodan Milošević, který převzal vedení. Ten v dubnu 1987 navštívil Kosovo. Na otázku jednoho z účastníků, který mu podal svědectví o bezpečnostní situaci Srbů v Kosovu, Miloševič reagoval slovy: "Tady vás nikdo bít nesmí." (srbsky нико не сме да вас бије). K složité politické situaci nepomohly ani projevy srbských sdělovacích prostředků, které byly na konci roku 1987 již plně v rukou Miloševiće. Dennodenně přinášely zprávy o útocích proti Srbům a Černohorcům a ještě více tak rozdmýchávali napětí v zemi. Miloševićovo tažení, známé také jako protibyrokratická revoluce, vedlo k postupnému odbourání toho, co bylo považováno za největší neštěstí pro Srbsko – ústavu z roku 1974. V srbské společnosti byla kosovská otázka připomínána neustále, stejně jako že její řešení musí být otázkou celé Jugoslávie. To spolu s četnými mítinky srbských komunistů vedlo postupně – na pozadí špatné hospodářské situace – k zvýšení obliby Miloševiće a postupně i odstranění původního politického vedení ve Vojvodině a Černé Hoře. V Kosovu však noví srbští komunisté narazili, neboť odvolání místních představitelů spolu s předzvěstí úplného omezení autonomie vyvolalo rozsáhlé stávky. Dne 27. února 1989 byl v Kosovu vyhlášen výjimečný stav, ze strany srbské policie nastaly represe a bylo zabito 83 Albánců a stovky zraněny. Ještě předtím došlo v Kosovu k řadě stávek horníků albánské národnosti, kterým se podrobně věnoval jugoslávský tisk. Paradoxně vyvolali sympatie zcela na druhém konci Jugoslávie, ve Slovinsku. Počet stávkujících rostl, až dosáhl nakonec až několika desítek tisíc. V Bělehradě na přelomu února a března demonstrovalo několik set tisíc lidí a pod jejich tlakem se předsednictvo SFRJ nakonec rozhodlo vyhlásit v Kosovu výjimečný stav. 27. března 1989 Srbsko jednostranně omezilo ústavu autonomního Kosova z roku 1974 a fakticky zrušilo většinovou albánskou samosprávu (údajně proto, že orgány Kosovské autonomní republiky nebyly s to čelit albánské iredentě a terorismu). Albánci, kteří byli zaměstnáni ve státních institucích, nechtěli akceptovat novou ústavu a sabotovali ji, načež byli propouštěni z práce v úřadech (u policie, u soudů, ve správních orgánech, na školách apod.). Odpovědí byl sílící boj kosovských Albánců jednak proti jugoslávským úřadům, jednak prudké zhoršení jejich vztahů s ostatními etniky, zejména Srby. Roku 1989 byla založena Demokratická liga Kosova LDK, do jejíhož čela se zakrátko dostal Ibrahim Rugova. Podíl Albánců rostl stále rychleji a mezi etniky začaly stále častěji propukávat násilné střety.
V červnu 1989 na Vidovdan se konalo velké shromáždění při příležitosti 600 let od Bitvy na Kosově poli. Srbský tisk o něm (na rozdíl od jiných svazových republik, které jej jen zmínily) bouřlivě informoval. Nakonec se na Gazimestanu sešlo několik set tisíc lidí, ke kterým promlouval právě Slobodan Milošević. Ke zděšení Slovinska a Chorvatska pak byla zcela zrušena autonomie Kosova (a stejně tak i Vojvodiny) a obě oblasti začaly být spravovány centrálně z Bělehradu. Oficiální linie to komentovala slovy, že "Srbsko je suverénní zemí na celém svém území".
Všechna další práva Albánců však byla zachována. Milošević se ztotožnil se široce rozšířenou myšlenkou, že Kosovo je kolébka srbského národa a státu. Tím získal na svoji stranu nemalý počet nacionalistů.

### Počátek 90. let

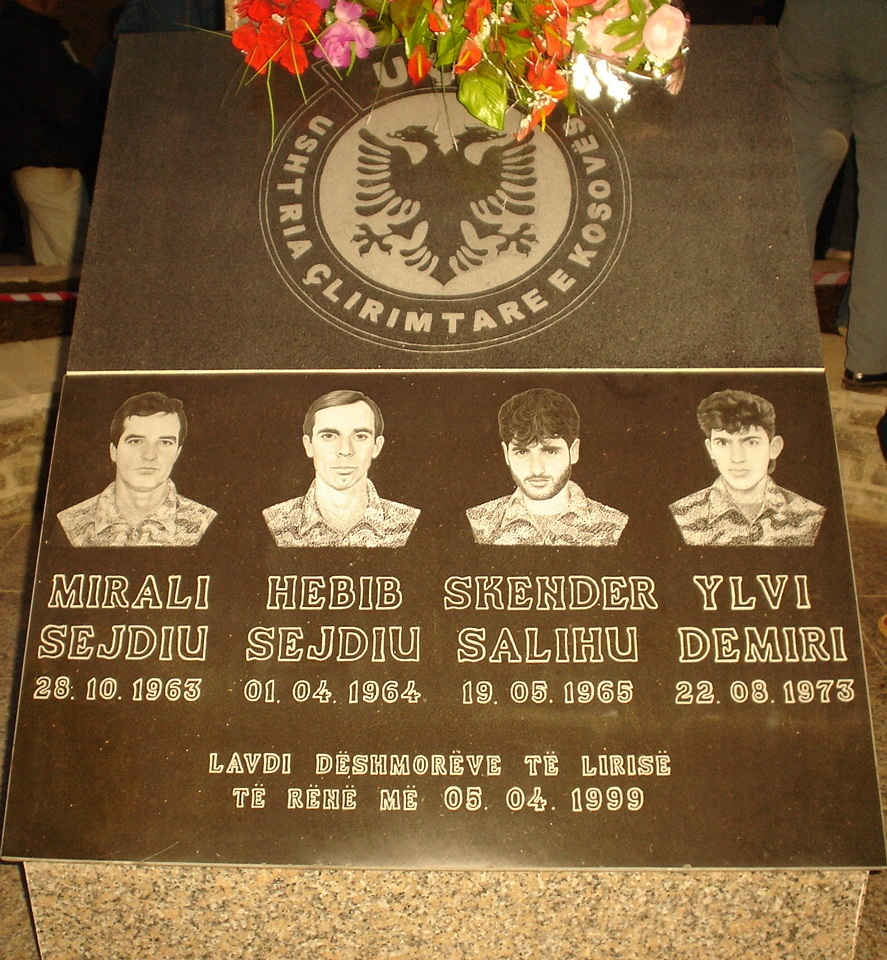
Památník členům UÇK ve městě Smirë

Dne 2. července roku 1990 parlament Kosova v Prištině vyhlásil nezávislost na Jugoslávii[zdroj?], během několika dnů byl však vedením země rozpuštěn a nahrazen novou regionální vládou, ve které byl jediný Albánec. 26. července 1990 byl definitivně zrušen autonomní status Kosova, načež 7. září 1990 Albánci Kosovo prohlásili za sedmou republiku Jugoslávské federace. Na konci září pak srbský parlament schválil novou ústavu, kde je oblast Kosovo a Metochie pouhým administrativním útvarem bez jakékoliv autonomie. Následovaly tvrdé represe, všichni Albánci museli podepsat závazek loajality vůči Srbsku, ti, kteří tak neučinili, byli propouštěni ze zaměstnání a další se k nim ze solidarity přidávali. Byly zrušeny albánské rozhlasové stanice, pořady v Albánštině v médiích i jediný albánský deník Rilindja.
Ještě v prosinci roku 1990 proběhly volby do parlamentu, Albánci je ale bojkotovali. Nový parlament však nevydržel dlouho – v březnu roku 1991 byl odvolán, protože hlasoval proti srbskému stanovisku. Mezitím se v Kosovu zformovala Demokratická liga Kosova (LDK), která pod vedením Ibrahima Rugovy vytvořila stínové albánské instituce a mírovým způsobem usilovala o nezávislost. V 90. letech vznikly neformální struktury Kosovských Albánců, jako školy (poté, co bylo zakázáno vyučovat v albánštině), včetně neoficiální univerzity, poté co byla prištinská albánská univerzita rozpuštěna. Poslanci rozpuštěného albánského parlamentu pracovali v ilegalitě, což vyústilo tím, že 22. září 1991 na tajném hlasování v Kačaniku u Prištiny vyhlásili Kosovo za nezávislý stát. Následovalo referendum, kde 99,7 % hlasujících potvrdilo, že od 9. října 1991 je Kosovo z vůle lidu nezávislé. Toto uznala pouze Albánie.
V květnu roku 1992 vyhlásila LDK parlamentní a prezidentské volby, kterých se zúčastnilo 88 % voličů albánské národnosti a v nichž LDK dle očekávání vyhrála. Prezidentem se stal Ibrahim Rugova. Situace se vyostřovala a v průběhu 90. let došlo k řadě jednání na mezinárodní úrovni. Vzhledem k vývoji v Kosovu se odstupující Bushova vláda 25. prosince zavázala, že Spojené státy jsou v případě nutnosti připraveny zasáhnout. Tento závazek pak v lednu 1993 potvrdil nastupující americký ministr zahraničí Warren Christopher. Napětí v Kosovu stále narůstalo, Srbové samozřejmě všechny tyto aktivity považovali za ilegální a hrozili odvetou. Na druhou stranu samo Srbsko podporovalo vzniky ilegálních parlamentních struktur v Chorvatsku a Bosně, což Srbové považovali za legitimní.
V této době proběhly i dva odlišné odhady struktury obyvatelstva. Albánci udávali, že přes 93 % obyvatel v Kosovu jsou Albánci, započítávali však i 400 tisíc krajanů, kteří dlouhodobě žili v zahraničí. Srbové přijali stejnou taktiku. Tvrdili, že v Kosovu žije 77,4 % Albánců, 13,2 % Srbů, 3,7 % Bosenců, 1,7 % Černohorců, 0,6 % Chorvatů a 3,4 % ostatních. Tyto údaje převzala i agentura Reuters, později to prezentovala i česká média a velká část různých studií a článků zabývajících se Kosovem. Srbové však udávali do počtu Srbského obyvatelstva i Srby, kteří sice v Kosovu vlastnili nemovitosti, ale dlouhodobě se tam nezdržovali. Pravda je tedy někde uprostřed.[zdroj?]
Během let 1993 až 1995 se obě strany uchýlily k vyčkávací taktice. Albáncům bylo jasné, že připravené srbské zbraně by Kosovo srovnaly se zemí a Srbové se snažili během válek v Bosně a Chorvatsku působit mírotvorně. Probíhala dokonce i jednání o rozdělení Kosova. Albánci požadovali prakticky celé Kosovo kromě několika málo okresů na severu, s tím že za ně vymění okresy Preševo a Bujanovac v Srbsku, které považovali za součást Kosova (do roku 1958 skutečně ke Kosovu patřily už od doby Osmanské nadvlády, kdy spadaly pod Kosovský vilájet). V těchto okresech žije dohromady 100 tisíc Albánců. Srbové naproti tomu požadovali většinu průmyslových oblastí v Kosovu s tím, že se mělo 500 tisíc Albánců vystěhovat. Kromě toho také vyžadovali ponechání několika enkláv srbských klášterů. Nakonec strany nenašly kompromis.

### Eskalace násilí
Významným mezníkem v kosovské historii se stalo podepsání Daytonské dohody 14. prosince 1995, která potvrdila nezávislou Bosnu a Hercegovinu, nebylo v ní však ale ani slovo o budoucím uspořádání Kosova. To oslabilo politiku LDK, ale zároveň vedlo k radikalizaci albánského odporu. V roce 1996 vznikla oficiálně albánská ozbrojená organizace Kosovská osvobozenecká armáda (UÇK), která postupně zahájila ozbrojený odpor. Nejprve prováděla teroristické útoky proti policejním stanicím, úřadům a institucím, poté sváděla i drobné potyčky se srbskými policejními jednotkami. Její financování probíhalo zejména prostřednictvím organizovaného zločinu v evropských zemích, zejména obchodu s drogami a „bílým masem“.
Tyto drobné potyčky přerostly postupně v otevřenou válku mezi UÇK a jugoslávskou policií, a poté i armádou. Bělehrad nejprve váhal s rozsáhlou ofenzívou proti povstalcům, ale když 23. března 1998 označil velvyslanec USA pro Balkán Robert Gebard UÇK jako „nepochybně teroristickou organizaci,“ prezident Slobodan Milošević zahájil vojenské akce. Jeho hlavním cílem bylo získání kontroly nad územími ovládanými UÇK, jež Kosovo etnicky čistila od nealbánského obyvatelstva. Zhoršená bezpečnostní situace vedla k tomu, že Kosovo začalo opouštět značné množství lidí. Například město Kukës (samotné má sotva 15 000 obyvatel), které je v Albánii prvním městem na silnici z Prizrenu (na území Kosova) přijalo 150 000[zdroj?] uprchlíků, za což bylo v roce 2000 nominováno na Nobelovu cenu míru. Samotná Albánie přijala poté obdobný počet uprchlíků. Kosovská osvobozenecká armáda postupně získávala moc, neboť se jí jednak podařilo podstatně oslabit umírněnou protijugoslávskou opozici v Kosovu, a jednak se ukázala být jedinou organizací, která dokázala zastavit početně stále přítomnější jugoslávskou armádu. Výsledkem však také byla skutečnost, že z jednání o budoucnosti Kosova vytlačovala umírněné představitele demokratických sil, v jejichž čele byla Demokratická liga Kosova pod vedením Ibrahima Rugovy.
V mezinárodním měřítku se kosovským problémem začala zabývat tzv. Kontaktní skupina (složená ze Spojených států, Spojeného království, z Francie, Itálie, Německa a Ruska). Shledala, že Milošević o vnitrostátních problémech odmítá jednat a schválila částečné sankce; postoj Ruska ale zabránil přijímání dalších kroků. 24. června 1998 došlo k tajné schůzce zástupců USA a UÇK v Juniku, což se však neutajilo a podkopalo to důvěru SRJ v americkou zahraniční politiku.
V září zasedala Rada bezpečnosti OSN i vedení NATO, které 13. října 1998 dalo Miloševićovi čtyřdenní ultimátum, aby stáhl svá vojska z Kosova. Požadavky byly následující: omezení počtu vojenských a policejních jednotek v Kosovu do 10 dnů, rozmístění 2000 pozorovatelů OBSE, povolení přeletů letadlům NATO nad Kosovem, uspořádání voleb do 9 měsíců, vytvoření multietnické policie, spolupráce s Mezinárodním tribunálem pro válečné zločiny a jednání o autonomii. Milošević se rozhodl podmínky přijmout. Obě strany využily přechodného míru k přípravě – Milošević dosadil do bezpečnostních sil radikální velitele a UÇK přijímala nové bojovníky a dovážela zbraně z Albánie. I když docházelo k drobným potyčkám, všeobecně se očekávala až mohutná jarní ofenzíva. UÇK i srbské jednotky však nadále měly velmi vyostřené vztahy a menší šarvátky byly na denním pořádku.
Během prosince útoky UÇK eskalovaly, hlavně však od 16. ledna 1999 po tzv. incidentu v Račaku. Byla to provokace ze strany Albánců, aby se to pak svedlo na Srbsko. Zpočátku to tak nevypadalo, ale dodnes se postupně ozývají lidé, kteří pracovali dříve pro OSN, že situace byla špinavou politickou hrou Západu proti Srbsku. Paní Carla del Ponte samotná už neunesla ty lži a napsala o tom několik knih. Srbské orgány s touto interpretací nesouhlasily a tvrdily, že těla Albánců byla upravena tak, aby to vypadalo jako těla civilistů. Počátkem roku jugoslávská armáda zahájila další ofenzívu.
V únoru a březnu byla pod záštitou mezinárodního společenství zahájena jednání mezi představitele SRJ a kosovskými Albánci, která však skončila s ohledem na podmínky Rambouilletské smlouvy, fiaskem. Kosovskoalbánská delegace pod vedením Hashima Thaçiho nakonec souhlasila s odzbrojením UÇK, autonomií v rámci Jugoslávie a přítomností NATO. Hashim Thaçi se však k podpisu nezavázal a řekl, že se albánská delegace vrátí na jednání do Francie 15. března. Jugoslávští představitelé, které na jednáních zastupoval Slobodan Milošević přítomnost sil Severoatlantické aliance odmítali a dohodu z Rambouillet jako celek nepřijali.

### Zásah NATO

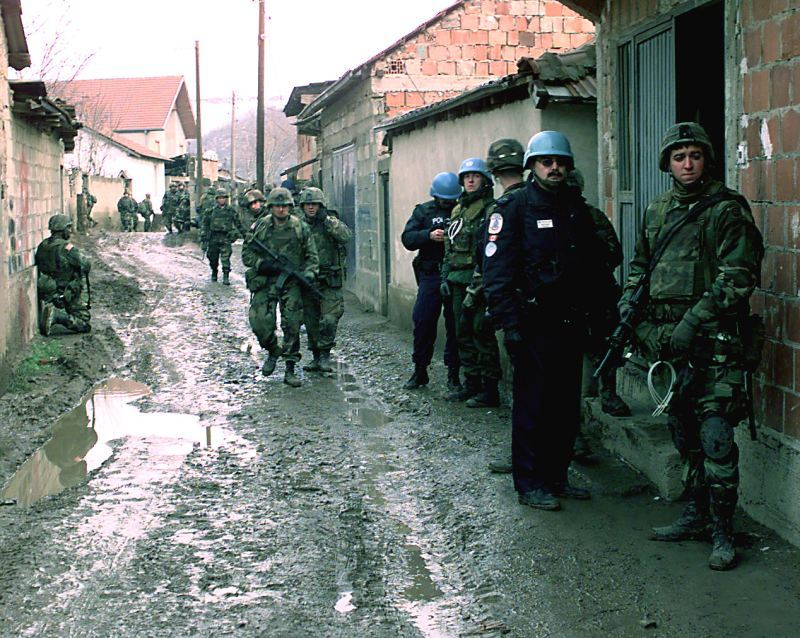
Americká armáda v ulicích Mitrovice

Dne 19. března srbské jednotky zahájily další ofenzívu. Srbské akce proti jednotkám UÇK byly rychlé a agresivní. Docházelo i k dalším akcím polovojenských srbských jednotek vůči Albáncům i jednotek UÇK proti Srbům, k dalšímu vypalování a zabíjení; nově navíc také k zabavování dokladů a násilnému odsunu Albánců za hranice Jugoslávie. Obnovená válka v Kosovu současně připravila o domov na 500 000 jeho obyvatel.[zdroj?] Mezitím Spojené státy, páteř případných vojenských operací, schválily použití síly v Kosovu a 23. března mohly začít letecké útoky NATO na Jugoslávii, což skutečně nastalo následující den. Akce byla nazvaná Operace Spojenecká síla.
Jestliže při předcházejících bojích uprchlo do okolních zemí zhruba 150 tisíc Albánců, pak za 78 dní bombardování NATO činil počet uprchlíků hrozivých 800 tisíc Albánců a 100 tisíc Srbů. Někteří příslušníci srbské armády a policie se při operacích v Kosovu dopustili několika excesů, v roce 2009 srbský soud odsoudil 4 bývalé srbské policisty za vraždu 50 albánských civilistů ve městě Suva Reka I když měla v té době UÇK 100 000 mužů a disponovala materiální a leteckou pomocí NATO, nedokázala srbskou armádu porazit.
Situace se však z mezinárodního hlediska dále nevyvíjela. Podle odhadů by si invaze do Kosova vyžádala na 100 000 mužů. Klíčové tedy bylo přesvědčit Rusko, odblokovat RB OSN a následně diplomaticky zatlačit na Miloševiće ze všech stran. Vyjednávání se zúčastnila dvojice Martti Ahtisaari a Viktor Černomyrdin. Mezitím byl 27. května Milošević a tři další jugoslávští představitelé obviněni z válečných zločinů. Na začátku června Rusko ustoupilo. Posléze Černomyrdin a Ahtisaari odcestovali do Bělehradu přesvědčit Miloševiće, který 3. června přistoupil na dohodu. 9. června začalo stahování vojsk z Kosova a 10. června NATO ukončilo bombardování Jugoslávie. Podle britského historika Johna Keegana je kosovská válka důkazem, že válku lze vyhrát i jen ze vzduchu.
Vzápětí byla schválena rezoluce RB OSN, která umožnila vstup vojsk OSN na území Kosova. Problém nastal záhy, když Rusko žádalo vytvoření vlastního sektoru na severu Kosova a chystalo se tam vyslat své jednotky. Nedošlo totiž k žádnému jednání o ruské roli v Kosovu. Transportní letadla ale nedostala povolení přeletu od Maďarska, Rumunska ani Bulharska, tedy od členské země a 2 kandidátských zemí NATO. Výsledkem dodatečné dohody bylo rozmístění ruských jednotek v rámci amerického, francouzského a německého sektoru.
Přítomnost NATO sice přiměla UÇK k demobilizaci, ale pouze a jen naoko, ta byla přejmenována jako Kosovský ochranný sbor (TKM). Část výzbroje byla sice předána vojskům NATO, ale mezi Albánci bylo ještě stále dost zbraní na to, aby se mohly uskutečnit odvetné akce etnických Albánců vůči Srbům. V Kosovu došlo k etnické čistce nejen Srbů, ale i Černohorců, Chorvatů, Bosenců, Romů, Goranců a dalších Nealbánců. Lidé z těchto skupin byli pod pohrůžkami vyháněni ze svých domů, někteří byli zavražděni, uneseni, jiní nečekali na teror a uprchli sami. Podle některých zdrojů byli dokonce někteří Srbové unášeni za účelem nelegálního obchodu s lidskými orgány.

## Pod správou OSN

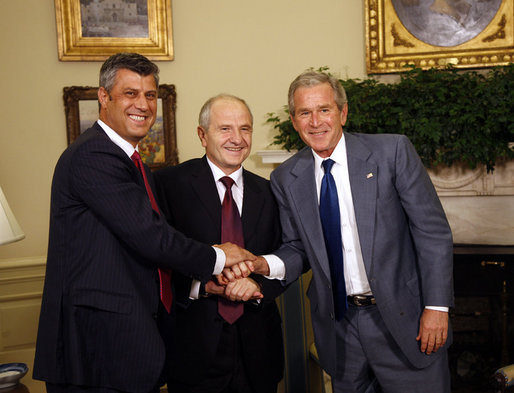
Hashim Thaçi dříve válečný zločinec, nyní vládou USA posvěcený prezident (premiér Kosova), Fatmir Sejdiu (prezident Kosova) a George W. Bush (prezident USA)

Místo srbské vlády podle rezoluce č. 1244 RB OSN spravuje Kosovo mise OSN (UNMIK – United Nations Mission in Kosovo), na klid v Kosovu (bezpečnost srbské menšiny) dohlíží jednotky NATO pod označením KFOR (Kosovo Force).
Ani po obsazení Kosova vojsky NATO a ustanovení Kosovské mise OSN (UNMIK) se situace v Kosovu nevyvíjela podle očekávání. Již v únoru roku 2000 dostala OSN zprávu, že Kosovský ochranný sbor (TKM) ilegálně zatýká občany, vede vyšetřování, prohlíží občany a zabavuje jim jmění, vynucuje ilegální daně a placenou ochranu, vyhání lidi z jejich majetků. Představitelé odboru ochrany lidských práv požadovali, aby UNMIK a KFOR trvaly na splnění dohod, podle nichž se TKM nesmí chovat jako policie a musí zůstat apolitická. UNMIK a KFOR však nebyly ochotny vyžadovat plnění vlastních nařízení, protože se obávaly střetu s přeměněnou UÇK, která byla ještě donedávna na seznamu teroristických organizací. TKM (bývalá UÇK) začala stále více vytlačovat demokratické síly z rozhodování o Kosovu a posílila svůj vliv na obchodu s drogami, "bílým masem," zbraněmi a kradenými auty. Fyzicky likvidovala nejen nepohodlné albánské novináře a politické oponenty, ale začaly se provádět čistky ve vlastních řadách, kdy byli vražděni i někteří nepohodlní velitelé UÇK. Docházelo též k mafiánské válce mezi jednotlivými klany navzájem. Represe ze strany UÇK, spojené s organizovaným zločinem, se dotkly i soudního systému a drtivá většina albánských soudců se bála soudit trestné činy Albánců Pokračovaly etnické čistky vůči Nealbáncům, násilí bylo použito i proti Albáncům, kteří byli označeni za "zrádce". Také docházelo k dalšímu vypalování srbských pravoslavných kostelů a středověkých monastýrů, které bylo zahájeno již v době bombardování Jugoslávie a které vyvrcholilo tzv. "Druhou křišťálovou nocí" v březnu 2004. Byly podnikány útoky proti vojákům KFOR, kdy docházelo zejména k ostřelování konvojů této mise či byly nastražovány miny. TKM též začala podněcovat, vyzbrojovat albánské separatisty v sousedním Srbsku a Makedonii, posílala tam své ostřílené velitele, Národní osvobozenecké armádě Makedonie dodávala zbraně.
Svou roli ve vývoji situace hrálo předstírání mezinárodních sil, že bojovníci UÇK byli odzbrojeni. Jednotky KFOR sice podnikly razii proti vlastníkům nelegálně držených zbraní, ale její výsledky byly tristní a to i přesto, že existovaly podložené zprávy o tom, že do Kosova proudí ilegálně stále větší množství zbraní. Mezinárodní organizace rezignovaly na politiku, jež by dočasně např. formou protektorátu zřídila v Kosovu demokratické instituce, které nakonec požadovali i samotní obyčejní Albánci. Místo toho přijala vůči bývalé UÇK politiku appeasementu. KFOR se dostala do podřadné role "hlídačů," kteří měli od sebe oddělovat Albánce od živořících nealbánských menšin. A ani to se jí vždy nedařilo.
Po pádu Miloševičovy vlády v Jugoslávii byl zpracován plán stabilizace, který byl schválen jak novou jugoslávskou vládou, tak i Evropskou unií, Washingtonem i Moskvou. Představiteli bývalé UÇK, která se stala fakticky vůdčí silou v Kosovu, byl prakticky odmítnut. Někteří světoví politici se sice v průběhu mise v Kosovu stále snažili o to, aby bylo dodržováno usnesení Rady bezpečnosti č. 1244 a aby si mezinárodní organizace zjednaly pořádek, ovšem bezvýsledně. Mise UNMIK a KFOR v Kosovu nebyla schopna dosáhnout jediného reálného cíle – ani bezpečí lidí, ani svobodného pohybu, nemluvě o vytváření podmínek pro rozvoj demokratických institucí v mnohonárodnostní společnosti. Jediným hmatatelným výsledkem politiky vůči Kosovu je přísun peněz z EU. Vládu v Kosovu tak fakticky převzali politici, kteří jsou úzce spjati s bývalou UÇK a mezinárodním organizovaným zločinem. Tyto struktury sice vytvořily navenek zdání demokracie založením politických stran, ovšem reálnou moc v zemi drží kosovská mafie.

## Vyhlášení nezávislosti

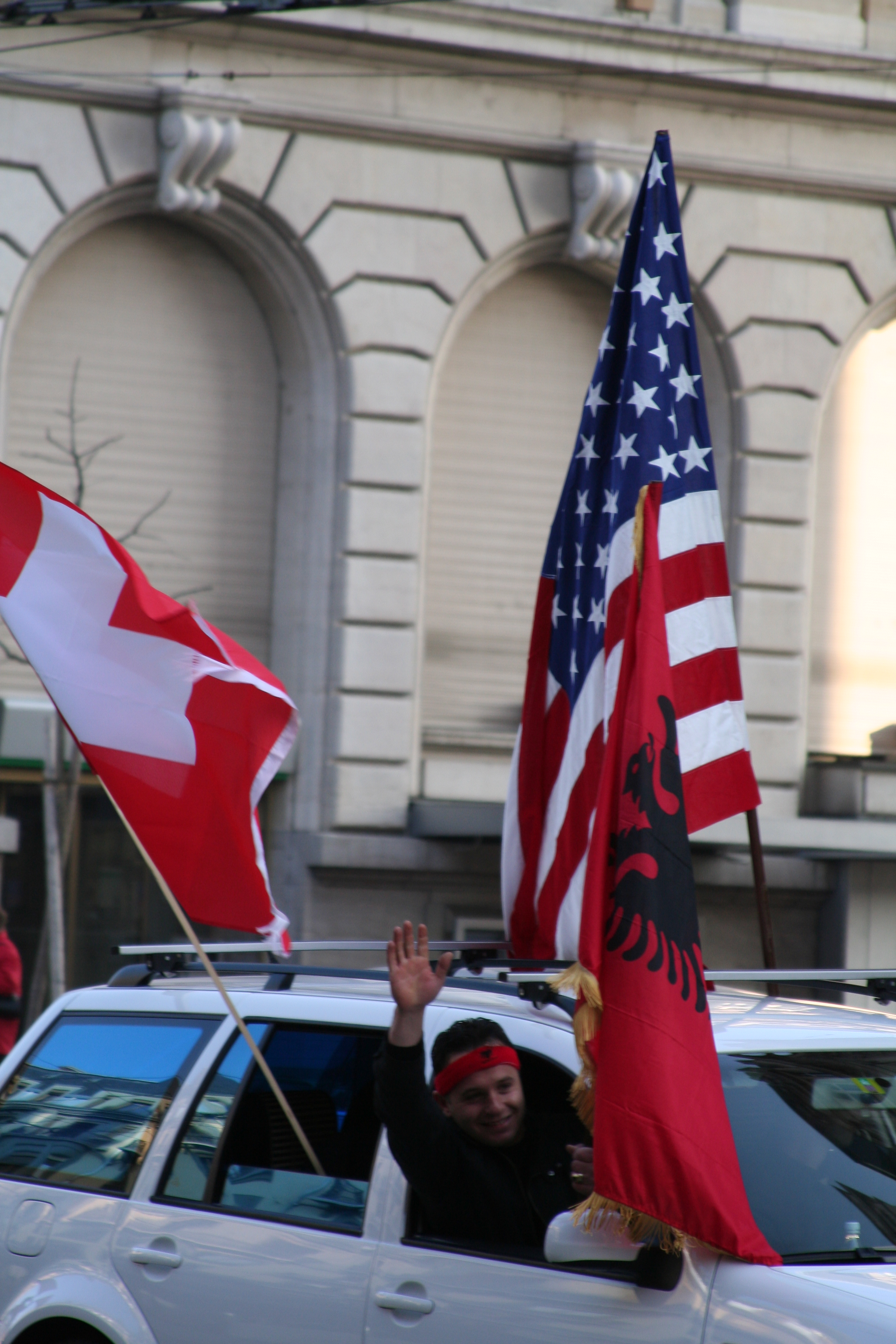
Albánci oslavující nezávislost Kosova

Státy podle stanoviska k uznání nezávislosti Kosova:
Kosovo
Oficiálně uznaly nezávislost Kosova
Přislíbily uznat nezávislost Kosova v dohledném čase
Vyjádřily v této otázce neutralitu či nemají jasné nebo jednotné stanovisko
Nijak se oficiálně nevyjádřily
Odmítají jednostranný krok a vyžadují další jednání
Oficiálně odmítly uznat nezávislost Kosova

Parlament autonomní oblasti vyhlásil dne 17. února 2008 v 15.50 SEČ nezávislost na Srbsku a prohlásil Kosovo za demokratický, světský a multietnický stát, oficiální orgány a představitelé Srbska však nezávislost odmítají uznat a považují oblast nadále za součást Srbska, postoj ostatních států není jednotný.
Nezávislost Kosova již uznalo 109 zemí a většina členů Evropské unie včetně Spojeného království, Francie a Itálie. Slovy ministryně zahraničí Riceové uznaly oficiální samostatnost Kosova i Spojené státy. S nimi také Turecko. V říjnu 2008 nezávislost Kosova uznaly i Černá Hora a Makedonie, dosavadní spojenci Srbska.
Proti uznání samostatného státu Kosovo vystupují zejména Srbsko, Rusko, dále například Řecko, Španělsko, Kypr, Rumunsko, Slovensko. Srbská pravoslavná církev vyzvala vládu, aby do Kosova vyslala armádu.
Ministr zahraničních věcí České republiky Karel Schwarzenberg v minulosti prohlásil, že jeho úřad uzná nezávislost Kosova, až tak učiní většina evropských zemí a v případě zodpovědného chování nejvyšších kosovských činitelů. Proti uznání nezávislosti se vyjádřili například prezident Václav Klaus, Jiří Paroubek, Miloš Zeman, Miloslav Ransdorf, z řad českých občanů se proti uznání Kosova zformovalo několik petičních výborů. Vláda České republiky ale i přesto o uznání nezávislosti Kosova rozhodla, a to dne 21. května 2008 v Teplicích, byť tento bod nebyl na jejím programu. Prezident Klaus dva dny po uznání Kosova Českou republikou přijal srbského velvyslance a ujistil ho, že „na vztazích Čechů k Srbům se nic nemění.
Podporu odtržení Kosova od Srbska přirovnávají její mnozí odpůrci k novému Mnichovskému diktátu.
Odmítání samostatnosti Kosova přirovnávaní její mnozí stoupenci k souhlasu s existencí Protektorátu Čechy a Morava v letech 1939–1945.
8. října 2008 schválilo Valné shromáždění OSN žádost Srbska, aby legálnost vyhlášení nezávislosti Kosova přezkoumal mezinárodní soudní dvůr v Haagu, který 22. července 2010 rozhodl, že vyhlášením nezávislosti nebylo porušeno mezinárodní právo.

## Historie demografie Kosova

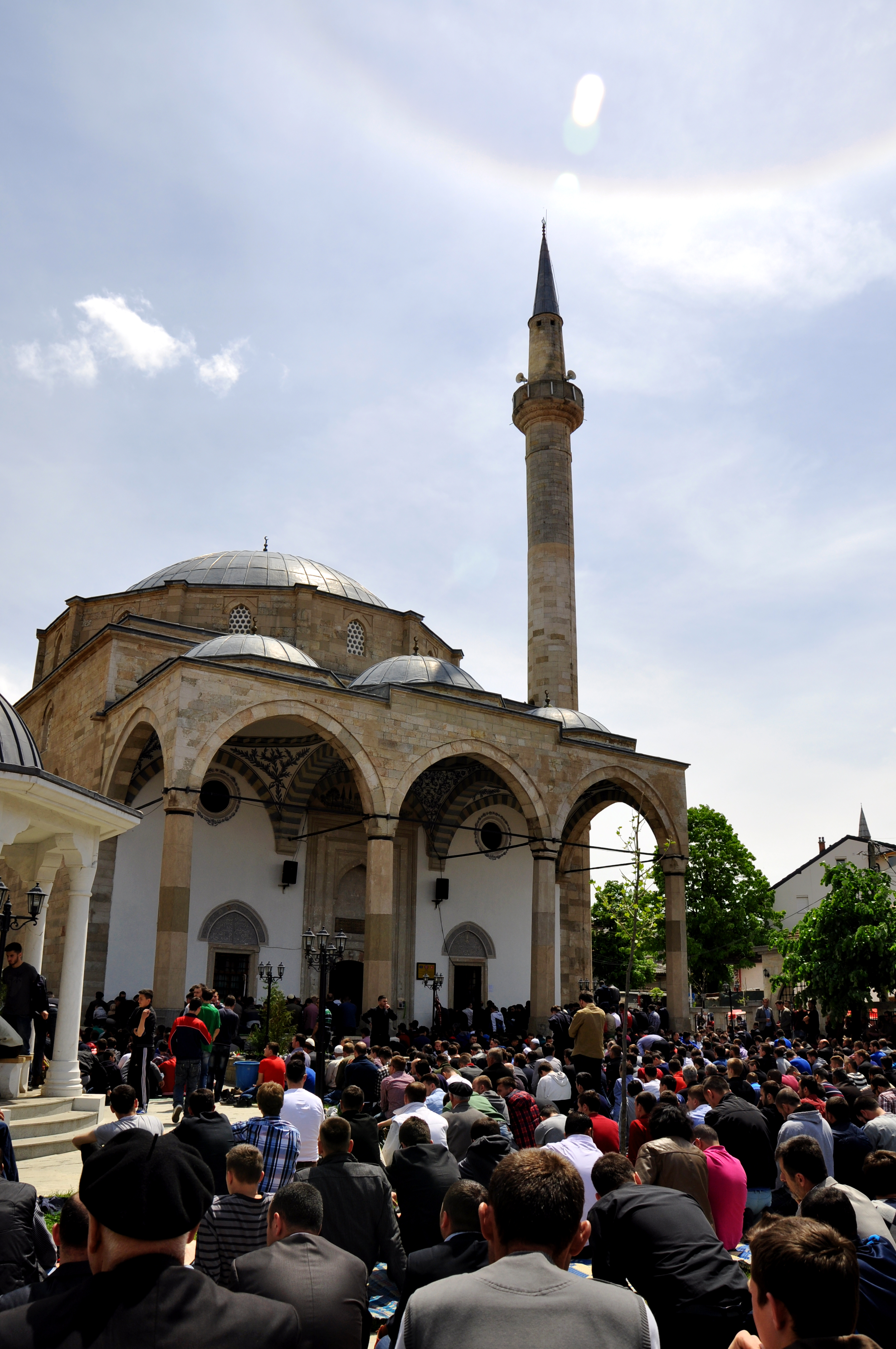
Kosovskoalbánští věřící v mešitě sultána Mehmeda Fatiha v Prištině, 9. května 2014

Je značně obtížné stanovit starší vývoj počtu obyvatel Kosova a poměr jednotlivých národností, neboť národnost byla ve starších časech fakticky neexistující či nedůležitý pojem. Osmanská říše prováděla svá sčítání primárně podle náboženství, takže krom toho, že její sčítání nejsou považována za nejpřesnější, je nutno z nich potřebné údaje složitě dedukovat[zdroj?], přičemž výsledné odhady jsou snadno zpochybnitelné. Obyvatelstvo pravoslavné, které obývalo Kosovo a přilehlé regiony v dobách středověku v raných etapách nadvlády Osmanské říše nad Kosovem migrovalo postupně tento region opouštělo.
V 19. století se už objevuje na scéně pojem národ a je věnována větší pozornost etnickému původu a jazyku obyvatel a to jak od tureckých úřadů (jejichž údaje jsou ovšem i nadále hodnoceny jako nepřesné a nerealistické)[zdroj?], tak od různých evropských zeměpisců. Jednotlivé práce se ovšem mezi sebou dost liší, někdy udávají jako převažující etnikum Srby, jindy Albánce.[zdroj?]
Velmi přesný obraz etnického složení oblasti dalo sčítání lidu z jara roku 1913, provedené srbskými úřady krátce po obsazení Kosova. Ve dvou okruzích, které dnes považujeme za Kosovo, žilo 467 634 lidí. V Prištinském okruhu tehdy žilo 240 209 lidí, z toho 186 172 (77,5 %) muslimů, 49 482 (20,6 %) pravoslavných, 4190 katolíků a 365 židů. Dle etnické struktury zde přebývalo 159 619 (66,5 %) muslimských Albánců, 47 052 (19,6 %) Srbů a 19 683 (8,2 %) Turků (vč. slovanských muslimů). Prizrenský okruh obývalo 227 425 lidí, z nichž 116 740 (51,3 %) Albánců, 49 185 (21,6 %) slovanských muslimů, 33 443 (14,7 %) Srbů a 4309 ostatních. Vedle toho v Mitrovickém srezu Novopazarského okruhu, v současné době připadající Kosovu, žilo 23 479 lidí, mezi nimi 10 613 (45,2 %) Srbů, 7961 (33,9 %) slovanských muslimů a 4905 (20,9 %) Albánců. Metochie přešla pod správu Černé Hory, která podobné sčítání neprovedla.
První moderní sčítání lidu se v Kosovu odehrálo v roce 1921 v rámci celojugoslávského censu. Ve čtyřech okruzích, které dnes považujeme za součást Kosova, žilo 428 283 lidí, z toho 92 952 (21,7 %) pravoslavných a 319 028 (74,5 %) muslimů. V oblasti mateřského jazyka 113 848 (26,6 %) se přihlásilo k srbskému nebo chorvatskému jazyku a 278 441 (65,0 %) k albánštině. V jednotlivých okruzích následovně:
- Okruh Zvečan: 70 137 (19 288 pravoslavných a 50 205 muslimů, 20 679 srbský neboli chorvatský jazyk a 42 275 albánština
- Okruh Kosovo: 171 285 (42 935 pravoslavných a 124 336 muslimů, 47 229 srbský neboli chorvatský jazyk a 108 541 albánština)
- Okruh Metochie: 90 080 (16 247 pravoslavných a 65 581 muslimů, 17 761 srbský neboli chorvatský jazyk a 70 409 albánština)
- Okruh Prizren: 96 781 (14 482 pravoslavných a 78 906 muslimů, 28 179 srbský neboli chorvatský jazyk a 57 216 albánština)

Další sčítání roku 1931 bylo provedeno již po dokonané správní reformě. Oblast dnešního Kosova byla rozdělena mezi Vardarskou, Zetskou a Moravskou bánovinu, dopočtem jednotlivých srezů přesto můžeme dopočítat jednotlivé údaje. Celkově Kosovo obývalo 552 064 lidí, z toho 387 604 (70,2 %) muslimů a 150 745 (27,3 %) pravoslavných.
- Moravská bánovina:
  - Vučitrn 32 248 (pravoslavní 8 698, muslimové 23 353)
  - Lab 34 797 (pravoslavní 7 604, muslimové 34 797)
- Zetská bánovina:
  - Drenica: 25 811 (pravoslavní 4 267, muslimové 21 517)
  - Đakovica: 45 378 (pravoslavní 6 739, muslimové 32 810)
  - Istok: 25 918 (pravoslavní 9 600, muslimové 14 836)
  - Kosovska Mitrovica: 30 788 (pravoslavní 17 245, muslimové 12 623)
  - Peć: 44 688 (pravoslavní 13 013, muslimové 29 320)
  - Podrima: 36 191 (pravoslavní 3 918, muslimové 31 597)
- Vardarská bánovina:
  - Gnjilane: 91 037 (pravoslavní 30 939, muslimové 57 851)
  - Gora: 14 127 (pravoslavní 228, muslimové 13 877)
  - Gračanica: 57 858 (pravoslavní 21 910, muslimové 32 411)
  - Kačanik: 12 466 (pravoslavní 699, muslimové 11 731)
  - Nerodimlje: 38 383 (pravoslavní 13 090, muslimové 24 894)
  - Podgora: 16 220 (pravoslavní 2 539, muslimové 13 558)
  - Šar Planica: 46 154 (pravoslavní 10 256, muslimové 32 429)

Za druhé světové války se větší část území Kosova stalo součástí Albánského království. Tehdy bylo zhruba 100 tisíc Srbů vyhnáno a 10 tisíc zavražděno, čímž došlo ke snížení srbské populace (část vyhnaných se po válce ovšem vrátila).[zdroj?] Někteří[zdroj?] srbští historikové tvrdí, že v průběhu druhé světové války se do Kosova přistěhovalo až 100 000 Albánců z Albánie, tento údaj je ovšem patrně značně přehnaný.
V letech 1948–1968 podíl Albánců (asi 67 %) a Srbů (asi 23 %) podle z cenzů pocházejících oficiálních údajů jugoslávských úřadů nejprve pouze mírně kolísal, ale později klesající porodnost[zdroj?] Srbů a jejich stěhování se za lepší prací do Srbska vedly od počátku 60. let k postupně stále výraznější změně poměru obyvatel ve prospěch Albánců. V roce 1971 již podíl Albánců vzrostl na 73,7 %, zatímco podíl Srbů poklesl na 18,4 %. Ještě drastičtěji klesal podíl Černohorců. Jugoslávské politické vedení se situací pokoušelo zabývat, avšak kromě rozsáhlých apelů na zastavení vystěhovalectví Srbů a Černohorců z Kosova žádného většího úspěchu nedosáhlo.[zdroj?] Kromě problémů mezietnického soužití totiž byly hlavními důvody vystěhovalectví nealbánského obyvatelstva důvody ekonomické, protože pro Srby, či Černohorce, nebo Bosňáky nebylo problém hledat práci v republikách, kde byly státotvornými národy.
Rostoucí etnické napětí v autonomní oblasti gradovalo na konci 80. let díky krokům Miloševičova režimu, prostřednictvím kterých albánské obyvatelstvo dále znerovnoprávnil a přímo mu odepřel některá základní práva a toto vedlo k jeho další radikalizaci a k dalšímu zrychlení etnických změn, když zesílil počet odcházejících Srbů, kteří teď kromě ekonomických podnětů měli i pádné politické důvody, proč se z Kosova odstěhovat. Na konci 90. let přerostlo mezietnické napětí do otevřeného násilí a bojů mezi jugoslávskými bezpečnostními silami a albánským hnutím odporu. Obě strany přitom začaly používat teroristické metody, byť jugoslávská strana byla zpočátku v tomto ohledu zdrženlivější.[zdroj?]
V roce 1999 sílící proud uprchlíků vyvolaný boji a nyní již i cíleným terorem jugoslávské armády, která zahájila cílené etnické čištění některých částí Kosova[zdroj?], vyústil v tzv. operaci Spojenecká síla – útok leteckých sil NATO na Jugoslávii. Během bojů mezi jugoslávskou armádou a Kosovskou osvobozeneckou armádou uprchlo ze země 150 tisíc Albánců, během vrcholného vyhrocení agrese Srbských jednotek a následné intervence NATO dalších 863 tisíc Albánců. Tito se po ukončení bojů a obsazení země vojsky NATO do země vrátili. Počet nealbánských uprchlíků, jejichž masový exodus začal s ústupem jugoslávské armády a byl podpořen i „excesy“ ze strany UÇK, je těžké odhadnout, k současnému datu se udává v rozmezí 65–250 tisíc. Další Srbové, zejména majitelé domů a pozemků, mají své domy buď vypálené, nebo zabrané Albánci a nemohou se domoci práva, aby jim nemovitosti byly vráceny.[zdroj?]

### Vztahy mezi albánskou a srbskou komunitou

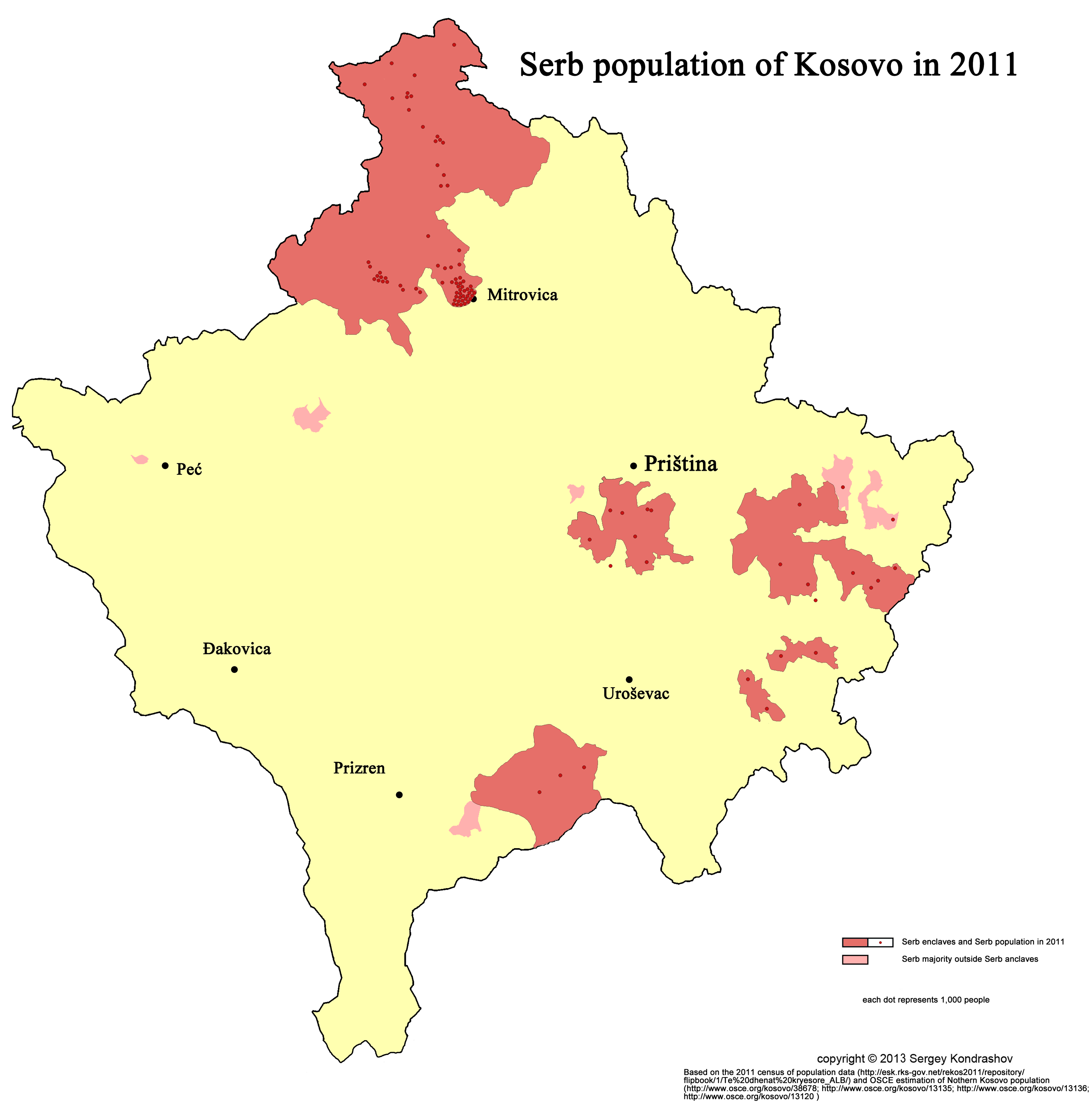
Srbské obyvatelstvo v Kosovu v roce 2011

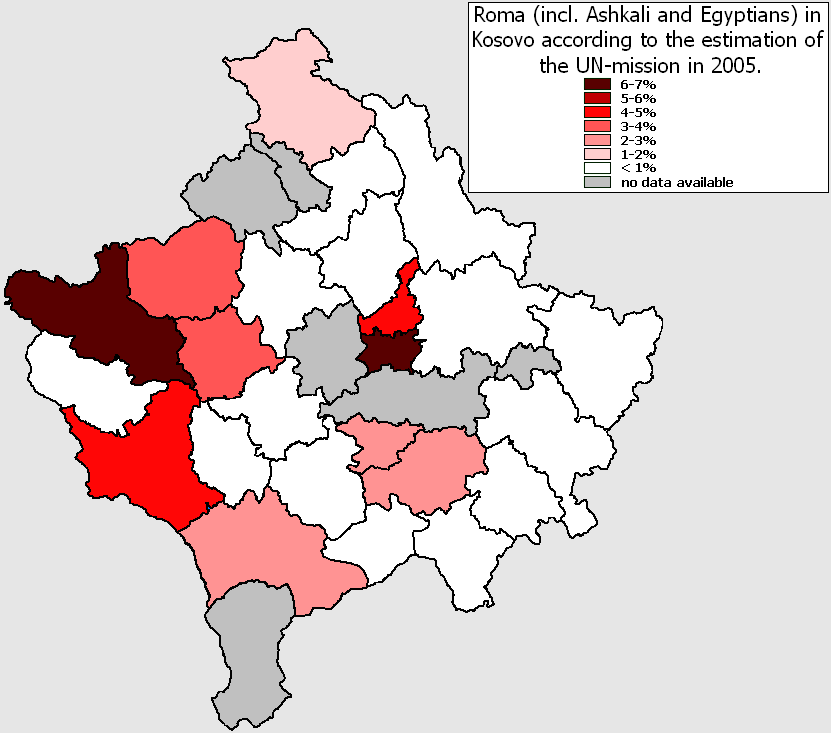
Romové v Kosovu dle odhadů mise OSN v 2005

Vztahy mezi etnickými Albánci a srbským obyvatelstvem Kosova byly nepřátelské od vzestupu nacionalismu na Balkáně v průběhu 19. století, rivalita zesílila poté, co Srbsko v roce 1913 získalo Kosovo od Osmanské říše a poté, co se Albánie stala ve stejném roce nezávislou. Během Titovy éry komunistického režimu v Jugoslávii byly populace etnických Albánců a Srbů v Kosovu silně neslučitelné, což potvrzují sociologické studie z té doby, které naznačují, že etničtí Albánci a srbské obyvatelstvo v Kosovu se navzájem zřídka přijalo jako sousedé a přátelé a bylo málo mezietnických manželství. Etnické předsudky, stereotypy a vzájemná nedůvěra mezi etnickými Albánci a Srby zůstaly obvyklými po celá desetiletí. Úroveň nesnášenlivosti a separace mezi etnickými albánskými a srbskými komunitami během Titova období byla dle zpráv sociologů ještě horší než ve smíšených chorvatských a srbských obcích v Jugoslávii, kde také bylo napětí, ale měly mezi sebou některé vztahy užší.